# Остин Пауърс
„Остин Пауърс“ (на английски: Austin Powers: International Man of Mystery) е американска комедия от 1997 г. и първият от поредицата „Остин Пауърс“. Режисириан е от Джей Роуч, а сценарист е Майк Майърс, който изпълнява ролите на главния герой Остин Пауърс и злодея д-р Зло.